# Lois Welzenbacher
Lois Welzenbacher (né Alois Johann Welzenbacher, le 20 janvier 1889 à Munich, mort le 13 août 1955 à Absam) est un architecte autrichien d'origine allemande, principalement actif en Autriche, en Bavière et dans la province autonome de Bolzano.

## Biographie

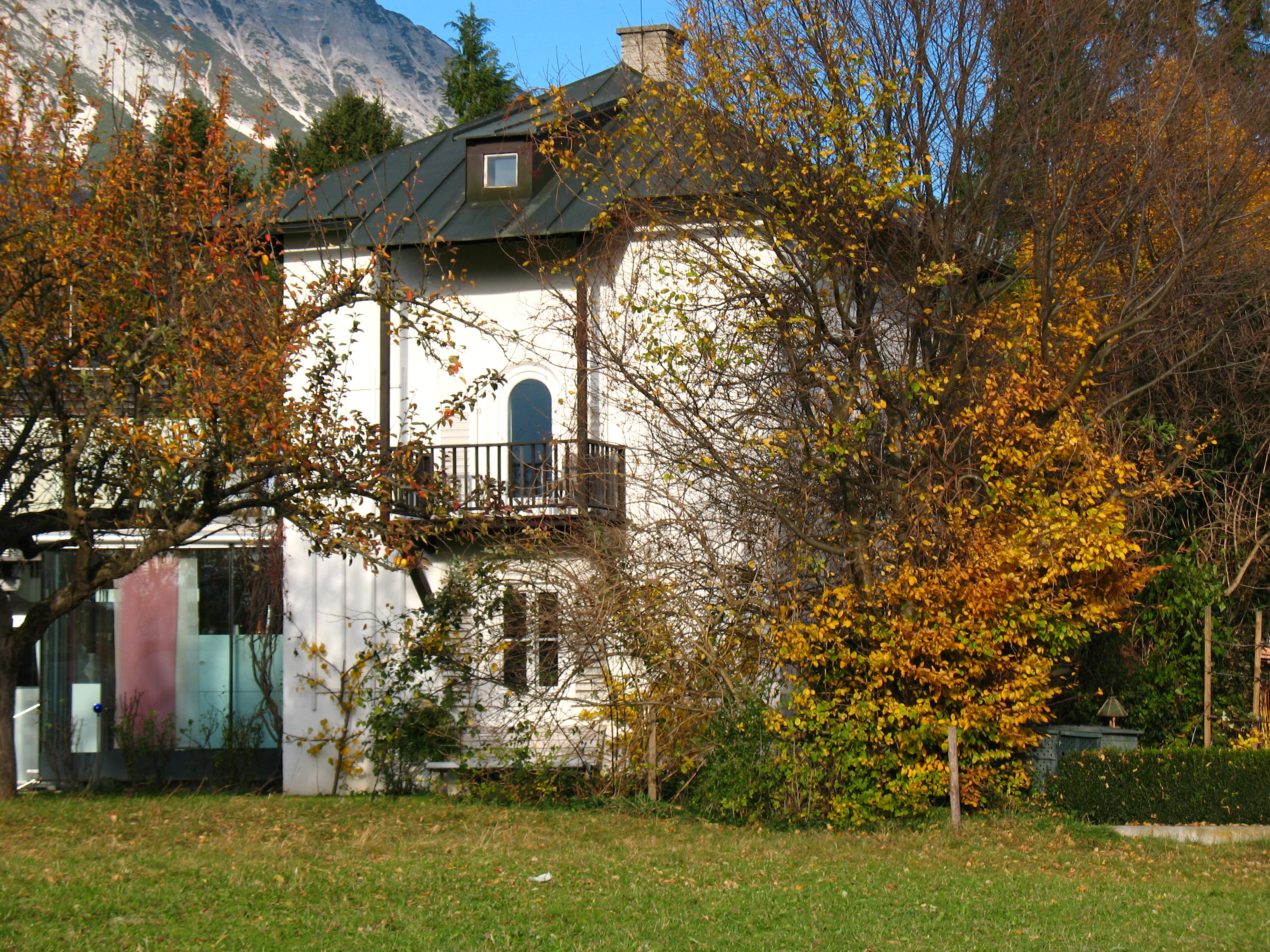
Domicile de Lois Welzenbacher à Absam

Lois Welzenbacher est le fils d'Alois Welzenbacher, tailleur de pierre. Il est étudiant dans la construction entre 1903 et 1908 à Vienne puis de 1910 à 1911 à l'École des arts appliqués de Munich et en 1912 à 1914 à l'Université technique de Munich en architecture auprès de Theodor Fischer et Friedrich Thiersch. Après la Première Guerre mondiale, il s'installe sans diplôme à Innsbruck. En 1926, il obtient ses diplômes. De 1929 à 1930, il est directeur de l'urbanisme à Plauen puis devient architecte indépendant à Munich.
Son architecture s'inscrit dans le modernisme comme ses grands immeubles près de la gare d'Innsbruck en 1924. Il est le seul architecte autrichien à l'exposition "International Style" en 1932 au Museum of Modern Art de New York.
Comme beaucoup d'architectes durant le nazisme, Welzenbacher s'investit dans l'architecture industrielle et militaire. Entre 1939 et 1945, il travaille pour Siebel à Halle. En 1947, il est professeur à l'Académie des beaux-arts de Vienne.

## Source, notes et références
- (de) Cet article est partiellement ou en totalité issu de l’article de Wikipédia en allemand intitulé « Lois Welzenbacher » (voir la liste des auteurs).